# Euophrys infausta
Euophrys infausta är en spindelart som beskrevs av George William Peckham och Elizabeth Maria Gifford Peckham 1903. Euophrys infausta ingår i släktet Euophrys och familjen hoppspindlar. Inga underarter finns listade i Catalogue of Life.